# 90533 Лоранблінд
90533 Лоранблінд (90533 Laurentblind) — астероїд головного поясу, відкритий 28 березня 2004 року.
Тіссеранів параметр щодо Юпітера — 3,361.